# Thomas Carr (paleontòleg)
Thomas D. Carr és un paleontòleg de vertebrats que va rebre el seu doctorat (Ph.D.) de la Universitat de Toronto el 2005. Actualment és membre de la facultat de biologia del Carthage College a Kenosha, Wisconsin. Gran part del seu treball és sobre els dinosaures tiranosauroïdeus. Carr publicà la primera anàlisi quantitativa de l'ontogènia dels tiranosàurids el 1999, establint que diversos del gèneres i espècies prèviament reconeguts de tyrannosaurids eren de fet juvenils d'altres tàxons reconeguts. Carr compartí el Premi Lanzendorf Prize per il·lusteració científica de la conferència del 2000 de la Society of Vertebrate Paleontology pel treball artístic en el seu article. El 2005, ell i dos col·legues van descriure i donar nom al tiranosàurid Appalachiosaurus, que es va trobar a Alabama. També és curator del Dinosaur Discovery Museum de Kenosha, Wisconsin.

## Algunes publicacions
- Carr, Thomas D. (1999). "Craniofacial ontogeny in Tyrannosauridae (Dinosauria, Coelurosauria)." Journal of Vertebrate Paleontology 19 (3): 497-520.
- Carr, Thomas D.; Williamson, Thomas E.; & Schwimmer, David R. (2005). "A new genus and species of tyrannosauroid from the Late Cretaceous (middle Campanian) Demopolis Formation of Alabama." Journal of Vertebrate Paleontology 25 (1): 119–143.